# Jednostka regionalna Paros
Jednostka regionalna Paros (nwgr.: Περιφερειακή ενότητα Πάρου) – jednostka administracyjna Grecji w regionie Wyspy Egejskie Południowe. Powołana do życia 1 stycznia 2011 w wyniku przyjęcia nowego podziału administracyjnego kraju. W 2021 roku liczyła 15 tys. mieszkańców.
W skład jednostki wchodzą gminy:
- Andiparos (2),
- Paros (1).